# 龔完敬
龔完敬（1618年4月8日—1645年），號潛石，四川成都府彭縣人，明朝政治人物。

## 生平
崇禎六年（1633年）癸酉科中式四川鄉試第四十九名舉人，崇禎十年丁丑科會試書一房，中式第二百七十四名，殿試二甲一百三十四名，通政司觀政，崇祯十一年戊寅授臨安府推官，崇禎十五年壬午本省同考，降張獻忠，為兵部尚書，以不敬獻賊，被剝皮，族滅。

## 家族
曾祖龔守華；祖龔會；父龔應麟。